# Alincthun
Alincthun é uma comuna francesa na região administrativa de Altos da França, no departamento de Pas-de-Calais. Estende-se por uma área de 9,88 km². Em 2010 a comuna tinha 333 habitantes (densidade: 33,7 hab./km²).